# Mike Campbell (Leichtathlet)
Mike Campbell (* 15. Mai 1943) ist ein ehemaliger britischer Hochspringer.
1970 wurde er für England startend bei den British Commonwealth Games in Edinburgh Achter.
Einmal wurde er Englischer Meister (1971) und viermal Englischer Hallenmeister (1967–1969, 1972). Seine persönliche Bestleistung von 2,08 m stellte er am 6. August 1971 in London auf.